# Ромашкин, Григорий Михайлович
Григорий Михайлович Ромашкин (1910 год, Российская империя — 1961 год, Киев, Украинская ССР, СССР) — котельщик завода «Ленинская кузница», Герой Социалистического Труда.
Родился в 1910 году.
Строил шлюзы в Туркестане.
Скончался в 1961 году в Киеве. Похоронен в столице Украины на Лукьяновском кладбище (участок 14, ряд 15, место 35).

## Источник
- Л. Проценко, Ю. Костенко. Лук’янівське цивільне кладовище, путівник. — «Інтерграфік». — С. 192. ISBN 966-532-012-2.